# Castrotierra
Castrotierra är en ort i Spanien.   Den ligger i provinsen Provincia de León och regionen Kastilien och Leon, i den norra delen av landet, 250 km nordväst om huvudstaden Madrid. Castrotierra ligger 851 meter över havet och antalet invånare är 138.
Terrängen runt Castrotierra är platt. Runt Castrotierra är det mycket glesbefolkat, med 5 invånare per kvadratkilometer. Närmaste större samhälle är Sahagún, 18,0 km öster om Castrotierra. Trakten runt Castrotierra består till största delen av jordbruksmark.